# Granville Waiters
Pour les articles homonymes, voir Waiters.
Granville Waiters, né le 8 janvier 1961 à Columbus (Ohio) et mort le 23 mars 2021, est un joueur de basket-ball.

## Biographie
Pivot formé à l'Université d'État de l'Ohio, Granville Waiters est drafté par les Trail Blazers de Portland au second tour de la Draft 1983 de la NBA. Les Blazers cèdent ses droits aux Pacers de l'Indiana, où il dispute ses deux premières saisons. Il joue par la suite un an aux Rockets de Houston puis deux saisons aux Bulls de Chicago jusqu'à se diriger vers les compétitions européennes en 1988. Ses statistiques moyennes en NBA sont de 2,4 points et 2,2 rebonds.
De 1988 à 1990, il joue dans la ligue espagnole pour le FC Barcelone, avec lequel il remporte le championnat espagnol, puis Cajabilbao.
Par la suite, il s'implique dans les actions de solidarité en Ohio.

## Palmarès
- Champion d'Espagne 1988-1989 avec Barcelone[1]
- Finaliste 1989 de la Coupe du Roi[1]
- Champion de la Conférence Ouest de la NBA en 1985-1986 avec Houston[1]